# Soiyir Sanali
Soiyir Sanali, né le 20 janvier 2002 à Poissy, est un footballeur international comorien qui évolue au poste d'attaquant au FC Progrès Niederkorn.

## Biographie

### Enfance et débuts
Soiyir Sanali est issu d'une famille de sportifs. Ses deux grands frères sont d'anciens joueurs de football dont l'un Saifoudine Sanali, a joué pour l'équipe nationale des Comores. C'est donc tout naturellement que le jeune comorien décide de suivre la trace de ses frères aînés.
Enfant, Soiyir Sanali est scolarisé dans un établissement public de Chanteloup-les-Vignes, où il est considéré comme surdoué scolairement mais très perturbateur.
En 2008, il commence le football à l'âge de 6 ans au Paris Saint-Germain, jusqu'à ses 15 ans. Par la suite, il quitte la formation parisienne pour rejoindre l’Entente SSG, un club du Val d’Oise. Pendant cette période, sa précocité se fait repérer par des recruteurs d'équipes professionnelles notamment par Stoke City, mais le Comorien est bien trop jeune pour quitter la France. C’est pourquoi Amiens SC le récupère durant une saison avant de rejoindre les Potters où il aura l'occasion de jouer la FA Youth Cup.

### Carrière en club
En 2020, Soiyir Sanali s'envole vers l'Espagne pour signer pour trois saisons son premier contrat professionnel avec La Cultural y Deportiva Leonesa, club de Primera División RFEF soit la 3e division à dix-huit ans seulement. Il y reste deux saisons, où il manquera de temps de jeu à cause de plusieurs blessures et sera libéré de son contrat d'un commun accord à la fin du mois de juillet 2022.
Après un début de carrière en professionnel assez mitigé, fin 2022, il décide de revenir en France afin de se relancer. Il s'engage alors avec le stade montois en National 3, en octobre 2022 où il lui aura fallu seulement trois mois afin de rebondir dans un club de National 2, le SO Romorantin.
Arrivé en milieu de saison, il y réalise cependant sa meilleure saison en terminant deuxième meilleur buteur du club avec 5 buts et 3 passes décisives en 17 apparitions.
En juin 2023, il quitte l'hexagone et s'engage en BGL Ligue avec le FC Progrès Niederkorn, il y fait ses débuts à l'occasion d'un match de UEFA Conférence League disputé le 13 juillet 2023, à domicile contre le KF Gjilani. Il lui aura fallu seulement 2 matchs pour délivrer sa première passe décisive en compétition européenne au match retour le 20 juillet 2023 contre le KF Gjilani où il se blesse en fin de match l'empêchant de disputer le tour suivant.

### Parcours international
En juin 2023, il est appelé par Younes Zerdouk, afin d'intégrer la sélection nationale des Comores. Il joue son premier match international le 17 juin 2023 contre le Lesotho dans le cadre des qualifications à la CAN 2023 où les Cœlacanthes s'imposent 1-0.

## Style de jeu
Soiyir Sanali est un ailier technique qui aime provoquer sur son aile. Son explosivité et sa vitesse lui permettent de créer la différence et d’éliminer son adversaire. Il est appelé par ses coéquipiers de Cultural y Deportiva Leonesa, "Flash Sanali" en référence à son accélération déconcertante.